# Apodanthaceae
Apodanthaceae is een botanische naam, voor een familie van tweezaadlobbige planten. Een familie onder deze naam wordt zelden erkend door systemen voor plantentaxonomie, maar wel door de Angiosperm Phylogeny Website [15 juli 2009], alwaar ze in de orde Cucurbitales geplaatst wordt.
Het gaat om parasitaire planten die traditioneel ingedeeld werden in de familie Rafflesiaceae.